# 賀屋興宣
賀屋興宣（日语：／ Kaya Okinori，1889年1月30日—1977年4月28日），廣島縣廣島市人，日本政治人物，曾擔任眾議院議員、法務大臣。